# Vláda Maxe Hussarka

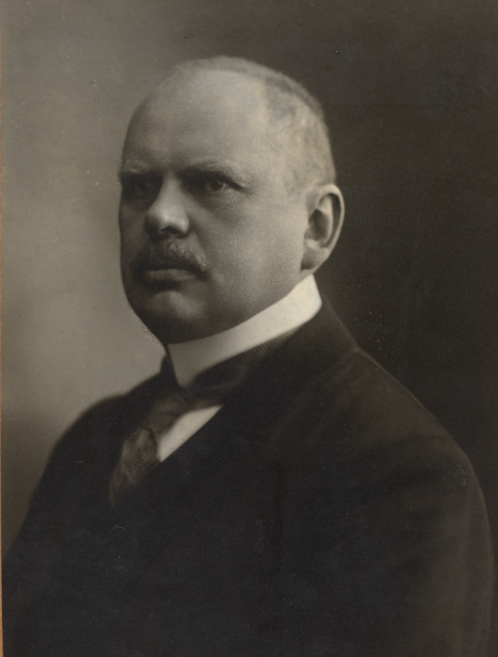
Ministerský předseda Max Hussarek von Heinlein

Vláda Maxe Hussarka byla předlitavská vláda, úřadující od 25. července 1918 do 25. října 1918 (podle jiných zdrojů do 27. října 1918). Sestavil ji Max Hussarek von Heinlein poté, co skončila předchozí vláda Ernsta Seidlera.

## Dobové souvislosti a činnost vlády
Vláda Maxe Hussarka nastoupila v situaci, kdy se již vojenská i diplomatická situace Rakouska-Uherska rychle zhoršovala. K ekonomickým a sociální obtížím přibývaly rostoucí odstředivé tendence jednotlivých neněmeckých etnik, která žádala buď zásadní federalizaci monarchie nebo samostatné etnické státy. Hussarek se na počátku své vlády dohodl s představiteli Polského klubu na podpoře, čímž dočasně obnovil parlamentní většinu pro svůj kabinet (právě opozice Poláků vedla k pádu předchozí Seidlerovy vlády). Výraznější státoprávní ústupky ale nemohl provést, protože monarchie byla stále pod vlivem Německa. Dohodové velmoci mezitím uznaly československou exilovou vládu. Debata o státním rozpočtu v Říšské radě spuštěná 1. října 1918 již ukázala, že začíná rozpad státu. Čeští poslanci oznámili, že o české otázce se již nebude rozhodovat na předlitavském fóru, ale na mezinárodní scéně. Podobně vystupovali Jihoslované. 5. října 1918 se Rakousko-Uhersko a Německo obrátily na amerického prezidenta Wilsona s žádostí o zahájení jednání o příměří. V následujících dnech se zhroutila balkánská fronta. Císař Karel I. ohlásil 15. října přetvoření Předlitavska ve federativní stát založený na etnických celcích. Pro tuto zamýšlenou reformu měla do čela státu nastoupit nová vláda, která by pak jednala s dohodovými mocnostmi. Kabinet Maxe Hussarka proto skončil a 25. října 1918 ho nahradila vláda Heinricha Lammasche, která pak představovala poslední předlitavskou vládu v době faktického rozpadu monarchie.

## Složení vlády
| Resort                              | Ministr                                | Nástup do funkce  | Konec funkce      |
| ----------------------------------- | -------------------------------------- | ----------------- | ----------------- |
| ministerský předseda                | Max Hussarek                           | 25. července 1918 | 25. října 1918    |
| ministr vnitra                      | Edmund von Gayer                       | 25. července 1918 | 25. října 1918    |
| ministr financí                     | Ferdinand von Wimmer (správce)         | 25. července 1918 | 25. října 1918    |
| ministr kultu a vyučování           | Jerzy Wiktor Madeyski                  | 25. července 1918 | 25. října 1918    |
| ministr spravedlnosti               | Hugo von Schauer                       | 25. července 1918 | 25. října 1918    |
| ministr obchodu                     | Friedrich von Wieser                   | 25. července 1918 | 25. října 1918    |
| ministr zemědělství                 | Ernst Emanuel von Silva-Tarouca        | 25. července 1918 | 25. října 1918    |
| ministr zeměbrany                   | Karl von Czapp                         | 25. července 1918 | 25. října 1918    |
| ministr železnic                    | Karl von Banhans                       | 25. července 1918 | 25. října 1918    |
| ministr veřejných prací             | Emil von Homann                        | 25. července 1918 | 25. října 1918    |
| ministr sociální péče               | Viktor Mataja                          | 25. července 1918 | 25. října 1918    |
| ministr bez portfeje                | Ivan Horbaczewski                      | 25. července 1918 | 30. července 1918 |
| ministr zdravotnictví               | Ivan Horbaczewski                      | 30. července 1918 | 25. října 1918    |
| ministr pro haličské záležitosti    | Kazimierz Gałecki                      | 25. července 1918 | 25. října 1918    |
| společní ministři Rakouska-Uherska: |                                        |                   |                   |
| * ministr zahraničí                 | István Burián                          | 25. července 1918 | 24. října 1918    |
| * ministr zahraničí                 | Gyula Andrássy                         | 24. října 1918    | 25. října 1918    |
| * ministr války                     | Rudolf Stöger-Steiner von Steinstätten | 25. července 1918 | 25. října 1918    |
| * ministr financí                   | István Burián                          | 25. července 1918 | 7. září 1918      |
| * ministr financí                   | Alexander Spitzmüller                  | 7. září 1918      | 25. října 1918    |